# Béatrice Giblin-Delvallet
Pour les articles homonymes, voir Giblin.
Béatrice Giblin-Delvallet est une géographe et géopolitologue française, née le 3 mars 1947 à Calais (Pas-de-Calais). Elle a fondé et dirigé l’Institut français de géopolitique à l’université Paris VIII.

## Biographie
Béatrice Giblin est née à Calais, ville qu'elle quitte dans les années 1960 pour suivre des études d'histoire à Lille. Elle se rend ensuite à Paris en septembre 1968 et abandonne l'histoire pour la géographie. Elle rencontre à cette période à l'université de Vincennes Yves Lacoste, qui devient son directeur de thèse.
Sa thèse de doctorat de géographie, soutenue en 1971, est consacrée au géographe libertaire Élisée Reclus. Deux ans plus tard, elle obtient l'agrégation.
Elle fait partie de l'équipe autour d'Yves Lacoste à l'origine de la revue de géopolitique Hérodote, en 1976. Elle en prend la direction en 2006. Elle soutient une thèse de doctorat d’État en 1988 sur le Nord-Pas-de-Calais.
De 2002 à 2009, elle dirige l'Institut français de géopolitique dont elle est à l'origine.
Depuis 2017, elle est l'une des intervenantes régulières du podcast "Le Nouvel Esprit Public" animé par Philippe Meyer.

## Travaux
Béatrice Giblin travaille notamment sur la géopolitique électorale en accordant une grande attention aux systèmes politiques locaux et aux stratégies de conquête mises en place par les partis politiques.
Elle s'intéresse également à la géopolitique des médias et au rôle des médias dans les situations géopolitiques.

## Principales publications
- 1986 : « Introduction générale » (p. 9-39) et « Géopolitique du Nord-Pas-de-Calais » (p. 45-231), in La Géopolitique des régions françaises, sous la direction de Yves Lacoste, Fayard  (ISBN 2-213-02082-5)
- 1987 : Géopolitique du Nord-Pas-de-Calais, Fayard
- 1990 : La Région, territoires politiques. Le Nord-Pas-de-Calais, Fayard  (ISBN 2213024685)
- 1993 : collaboration au Dictionnaire de géopolitique, sous la direction de Yves Lacoste, Flammarion  (ISBN 208035101X)
- 1994 : Pas-de-Calais, Bonneton  (ISBN 2-86253-157-X) (BNF 35735932)
- 1998 : Géohistoire de l'Europe médiane, avec Yves Lacoste, La Découverte  (ISBN 978-2707128409)
- 2004 : « Les raisons économiques, sociales et politiques de la lente reconversion du bassin minier du Nord-Pas-de-Calais », in Naissance et développement des villes minières en Europe, Colloque international organisé à Liévin et Lens en mars 2002, sous la direction de Jean-Pierre Poussou et Alain Lottin, APU/PUPS, coll. « Histoire »  (ISBN 2-84832-019-2)
- 2005 : Nouvelle géopolitique des régions françaises, Fayard  (ISBN 2213620946)
- 2009 : Dictionnaire des banlieues, Larousse  (ISBN 978-2-03-583788-2)
- 2011 : Les Conflits dans le monde : approche géopolitique, Armand Colin  (ISBN 978-2200272715)
- 2012 : Géographie des conflits, La Documentation française
- 2013 : Des frontières indépassables ? Des frontières d'État aux frontières urbaines, avec Frédérique Douzet, Armand Colin (ASIN B00B1WWZWW)
- 2014 : L'Extrême droite en Europe, La Découverte  (ISBN 978-2707179081)
- 2017 : Le Paradoxe français : entre fierté nationale et hantise du déclin, Armand Colin  (ISBN 978-2200614218)
- 2017 : La Ville, lieu de conflits, Armand Colin
- 2021 : Élisée Reclus. Un géographe d'exception, Éditions Cairn  (ISBN 979-10-7006-004-9)

### Préface
- 2015 : Paradis fiscaux : enjeux géopolitiques, Vincent Piolet, éditions Technip  (ISBN 978-2710809890)

## Décorations et titres honorifiques
- Chevalière de l'ordre national du Mérite, promotion du 14 novembre 2000[7]
- Chevalière de la Légion d'honneur[8],[9].
- Officière de l'ordre des Arts et des Lettres[10]
- Grand prix de la Société de Géographie en 2014 avec Yves Lacoste[11].